# C3-växter
C3-växter betecknar växter där basmolekylen i fotosyntesreaktionen innehåller 3 stycken kol-atomer. Flertalet landväxter använder C3-fotosyntes, men det finns även två andra fotosyntestyper, C4 och CAM.  C3-växter lider av fotorespiration, speciellt när det är varmt ute, och konkurreras därför lätt ut av C4-växter i varma torra klimat.